# Witnekparkiet
De witnekparkiet (Pyrrhura albipectus) is een vogel uit de familie Psittacidae (papegaaien van Afrika en de Nieuwe Wereld). De vogel werd in 1914 geldig beschreven door de Amerikaanse vogelkundige Frank Michler Chapman.

## Kenmerken
De vogel is 24 cm lang. Boven op de kop heeft de vogel bruinachtig grijze randjes aan de veren. De wang is tweekleurig, groen recht onder het oog en meer naar achter, op de oorstreek een oranje vlek. De hals is wit en dit gaat geleidelijk over in geel op de borst. Daaronder is de buik groen, net als de bovenkant van de vogel. De handdekveren zijn rood, in zit zichtbaar als een rode rand aan de vleugel.

## Verspreiding en leefgebied
Deze soort komt voor in het zuidoosten van Ecuador en het noorden van Peru. Het leefgebied is tropisch regenwoud en gedeeltelijk ook wel in gedegradeerd bos in heuvel- en berglandschap tussen de 900 en 2000 m boven zeeniveau.

## Status
De grootte van de populatie werd in 2016 door BirdLife International geschat op 1500 tot 7000 volwassen individuen en de populatie-aantallen nemen af door habitatverlies. Het leefgebied wordt aangetast door ontbossing waarbij natuurlijk bos wordt omgezet in gebied voor agrarisch gebruik en illegale mijnbouw en menselijke bewoning. Om deze redenen staat deze soort als kwetsbaar op de Rode Lijst van de IUCN.
Er gelden wel beperkingen voor de handel in deze parkiet, want de soort staat in de Bijlage II van het CITES-verdrag.